# Intense (Amii Stewart)
Intense è un album di Amii Stewart pubblicato nel 2012.

## Tracce
1. Weak – 3:16
2. Adelaide – 3:44
3. Ordinary People – 3:01
4. Make It Real – 3:50
5. Apologise – 4:30
6. Sunrise – 3:36
7. Easy Life – 4:58
8. Chill – 3:32
9. A Time To Love – 4:16
10. White Lies – 4:16
11. Friends (2012) – 3:10
12. E adesso – 4:08
13. Che vuoi che dica – 4:31
14. Mai – 4:58

## Formazione
- Amii Stewart - voce
- Luca Trolli - batteria
- Danilo Rea - pianoforte
- Marco Rinalduzzi - chitarra acustica, tastiera, chitarra elettrica, programmazione
- Fabio Pignatelli - basso
- Enzo Campagnoli - percussioni
- Pino Perris - pianoforte
- Marco Siniscalco - basso
- Wendy Lewis, Frankie Lovecchio, Serena Caporale - cori